# Melissa de la Cruz
Melissa de la Cruz (Manila, 7 de setembro de 1971), é uma escritora filipina-estadunidense conhecida pela ficção para jovens adultos. Suas séries para jovens adultos incluem Au Pairs, Blue Bloods e The Beauchamp Family. Ela é uma autora best-seller nº 1 do The New York Times e tem muitos romances premiados. Alguns de seus mais de cinquenta livros também lideraram as listas de best-sellers do USA Today, Wall Street Journal e Los Angeles Times e foram publicados em mais de vinte países.

## Biografia
Ela imigrou para os Estados Unidos com a família quando tinha 13 anos, em 1985, ela cresceu em Manila, Filipinas e mudou-se para São Francisco com sua família, onde se formou no ensino médio no Convento do Sagrado Coração. Ela passou a estudar história da arte e inglês na Universidade de Columbia, em Nova York. Após a formatura, ela trabalhou como consultora de informática.
Em 2020 foi anunciado uma parceria dela através do Melissa de la Cruz Studio com a Disney, assim trabalhando com autores novos e consagrados para publicarem livros e criarem conteúdo original para desenvolvimento em múltiplas plataformas da Disney.

### Vida pessoal
Ela é casada com Michael Johnston outro escritor. Ela mora em West Hollywood com o marido e a filha. Ela foi criada como católica e ainda se identifica como tal.

## Carreira
Ela escreveu seu primeiro romance completo aos 22 anos, enquanto morava na cidade de Nova York e trabalhava no antigo edifício Bankers Trust Plaza. Esse romance acabou não vendendo, mas um editor da editora Little, Brown and Company sugeriu que ela se tornasse jornalista para ter créditos de escrita profissional. Ela começou a trabalhar como freelancer e publicou seu primeiro ensaio no antigo jornal New York Press em 1996. Ela também trabalhou como editora de beleza e moda até vender seu romance de estreia, The Cat's Meow, em 1998. De la Cruz publicou artigos em periódicos como The New York Times, Cosmopolitan, Seventeen, Teen Vogue e Harper's Magazine. Após a publicação de seu romance de estreia em 2001 e sua demissão do banco de investimentos norte-americano Morgan Stanley, ela começou a escrever em tempo integral.
O trabalho como escritora de moda para a Marie Claire foi a inspiração para o livro How to Become Famous in Two Weeks or Less (2003), dela com Karen Robinovitz.

### The Au Pairs
1. The Au Pairs (2004)
2. Skinny Dipping (2005)
3. Sun-Kissed (2006)
4. Crazy Hot (2007)

### The Ashleys
1. There's a New Name in School ... (2008)
2. Jealous? You Know You Are ... (2008)
3. Birthday Vicious (2008)
4. Lipgloss Jungle (2008)

### Heart of Dread
(com o marido dela Michael Johnston)
1. Frozen (2013) no Brasil: Frozen - Mundo de gelo, Coração de Fogo (Bertrand Brasil, 2016)
2. Stolen (2014)
3. Golden (2016)

### The Ring and the Crown
1. The Ring and the Crown (2014)
2. The Lily and the Cross (2017)

### Disney Descendants

#### The Isle of the Lost
1. The Isle of the Lost (2015) em Portugal: A Ilha dos Perdidos (Dom Quixote, 2015)
2. Return to the Isle of the Lost (2016) em Portugal: Regresso à Ilha dos Perdidos (Dom Quixote, 2016)
3. Rise of the Isle of the Lost (2017) em Portugal: Revolta da Ilha dos Perdidos (Dom Quixote, 2017)
4. Escape from the Isle of the Lost (2019) em Portugal: Fuga da Ilha dos Perdidos (Dom Quixote, 2019)
5. Beyond the Isle of the Lost (2024) em Portugal: Para Lá da Ilha dos Perdidos (Dom Quixote, 2024)

### Alex & Eliza
1. Alex and Eliza (2017)
2. Love & War (2018)
3. All for One (2019)

### 29
1. 29 Dates (2019)
2. 29 Boyfriends (2019)

### Never After
1. The Thirteenth Fairy (2020)
2. The Stolen Slippers (2022)
3. The Broken Mirror (2022)
4. The Missing Sword (2023)

### The Queen's Assassin
1. The Queen's Assassin (2020)
2. The Queen's Secret (2021)

### UniversoBlue Bloods

#### Blue Bloods
1. Blue Bloods (2006) no Brasil: Blue Bloods - Vampiros de Manhattan (ID, 2010)
2. Masquerade (2007) no Brasil: Blue Bloods - o Baile de Máscaras (ID, 2011)
3. Revelations (2008) no Brasil: Blue Bloods - Revelações (ID, 2012)
4. The Van Alen Legacy (2009) no Brasil: Blue Bloods - O Legado dos Van Alen (ID, 2013)
5. Misguided Angel  (2010)
6. Bloody Valentine (2010)
7. Lost in Time (2011)
8. Gates of Paradise (2013)

- Keys to the Repository (2010), coleção

#### The Beauchamp Family
1. Witches of East End (2011) no Brasil: As Feiticeiras de East End (ID, 2012)
2. Serpent's Kiss (2012) no Brasil: O Beijo da Serpente (ID, 2013)
3. Winds of Salem (2013)
4. Triple Moon (2015)
5. Double Eclipse (2016)

#### Wolf Pact
Foi primeiro publicado em 2012 como quatro e-books com título Wolf Pact: Part One of Four e por diante, depois teve a edição física de todos juntos.
- Wolf Pact (2012)

#### The New Blue Bloods Coven
1. Vampires of Manhattan (2014)
2. White Nights (2017)

### Livros isolados
- Cat's Meow (2001)
- How to Become Famous in Two Weeks or Less (2003), com Karen Robinovitz
- The Fashionista Files: Adventures in Four-Inch Heels and Faux Pas (2004)[7]
- Fresh off the Boat (2005)
- Angels on Sunset Boulevard (2007)
- Girl Stays in the Picture (2009)
- Surviving High School: A Novel (2016)
- Something in Between (2016) no Brasil: Um Lugar Para Mim (Harper Collins Brasil, 2017)
- Pride & Prejudice & Mistletoe (2017)
- Someone to Love (2018)
- Once Upon a River (2018) [8]
- Gotham High (2020)[9]
- Jo & Laurie (2020), com Melissa Stohl
- High School Musical: The Musical: The Series: The Road Trip (2021) em Portugal: High School Musical - O Musical - A Série - Na Estrada (Dom Quixote, 2022)
- Cinder & Glass (2022)
- A Secret Princess (2022), com Melissa Stohl
- Snow & Poison (2023)
- Going Dark (2023)

### Contos
- Mistletoe (2006) – antologia com Melissa de la Cruz como contribuidora.
- "Shelter Island", em 666: The Number of the Beast (2007), antologia
- 21 Proms (2007), antologia
- "A Manhattan Love Story", em Girls Who Like Boys Who Like Boys (2007), antologia[10]
- "Shelter Island", em The Eternal Kiss (2009), antologia
- "Code of Honor", em A Thousand Beginnings and Endings (2018), antologia

## Adaptação
- Witches of East End (2013-2014) Série de televisão adaptada do livro homônimo.[11]